# 洭州
洭州，中国隋朝时设置的州。
开皇九年（589年）改西衡州置，治所在含洭县（今广东省英德市西北浛洸）。辖境相当今广东省英德、佛冈等市县一带。开皇二十年废。唐武德五年（622年）复置。贞观元年（627年）又废。